# Wannabe
Wannabe – debiutancki singiel brytyjskiej grupy Spice Girls wydany 8 lipca 1996. Piosenka należy do klasyków lat 90. XX wieku. Wyróżnia się melodyjnym refrenem i hip-hopowym intro, „wykrzyczanym” przed każdym refrenem. Singel został sprzedany w ponad 7 mln egzemplarzy na całym świecie. Autorami tego utworu są Spice Girls, M. Rowbottom i R.F. Stannard.

## Teledysk
Przedstawia on pięć członkiń zespołu, wdzierających się do ekskluzywnego hotelu zamieniając go w roztańczoną imprezę. Teledysk pozbawiony jest cięć montażowych (tzw. mastershot – film kręcony w jednym ujęciu) i trwa prawie cztery minuty. Został nakręcony w hotelu Midland Grand Hotel w Londynie. Jego reżyserem jest Johan Camitz.

## Remiksy
Utwór w wersji albumowej trwa zaledwie trzy minuty, zaś jego najdłuższy remix stworzony przez Juiora Vasqueza 9 minut 20 sekund. Do najlepszych remiksów tej piosenki należą „Dave Way Alternative Mix” i „Vocal Slam” (stworzony przez Motiv8).

## Wersje singla
- CD Single
- MC Cassette
- 12” Vinyl
- 7” Vinyl
- CD-R

## Wydane wersje
- Wannabe [Radio Edit] (2:52)
- Wannabe [Vocal Slam] (6:20)
- Wannabe [Dave Way Alternative Mix] (3:27)
- Wannabe [Dub Slam] (6:25)
- Wannabe [Instrumental] (2:52)
- Wannabe [Instrumental Slam] (6:20)
- Wannabe [Junior Vasquez 12” Club Mix] (9:20)
- Wannabe [Junior Vasquez Club Dub] (9:20)
- Wannabe [Junior Vasquez Single Edit] (2:54)
- Wannabe [Call Out Research Hook #1] (0:14)
- Wannabe [Call Out Research Hook #2] (0:17)
- Wannabe [„Edit” Version] (2:10)
- Wannabe [Junior Vasquez Remix] (6:30)
- Wannabe [Junior Vasquez Gomis Dub] (6:36)
- Wannabe [Junior Vasquez Remix Edit] (5:57)